# 拉法叶 (科罗拉多州)
拉法叶（英語：Lafayette），是美国科罗拉多州博尔德县下属的一座城市。建市于1890年1月6日，面积大约为1.367平方英里（3.539平方公里）。根据2010年美国人口普查，该市有人口24,453人。2011年估计该市有人口24,865人，相比2010年人口增长率为1.68%。同时，论人口该市是科罗拉多州第26大城市。